# Tanino Liberatore
Gaetano Liberatore, dit Tanino Liberatore, est un auteur italien de bande dessinée, né le 12 avril 1953 à Quadri (Chieti).

## Biographie
Né à Quadri, Liberatore est allé au lycée de Pescara où il a rencontré le dessinateur de bandes dessinées Andrea Pazienza.
Il rencontre Stefano Tamburini en 1978 et commence à publier ses premières bandes dessinées dans Cannibale puis dans Frigidaire. En 1981, il publie le premier RanXerox où il peint un univers futuriste ultra violent de manière hyper réaliste. Cette série pré-publiée dans L'Écho des savanes reste de loin la plus célèbre de ses créations. Il s'installe en France en 1982 et illustre en 1983 la pochette de The Man From Utopia de Frank Zappa.
Après le volume 2 de RanXerox, il ne fait plus que de rares incursions dans le monde de la bande dessinée. Il travaille alors dans le cinéma, collaborant notamment avec Alain Chabat et remporte en 2003 le César des meilleurs costumes pour Astérix & Obélix : Mission Cléopâtre. Chabat co-scénarise le troisième volet de RanXerox en 1996.
En 2007, cet auteur, somme toute plutôt rare, signe un nouvel album intitulé Lucy, l'espoir. Réalisé avec une autre de ses rencontres cinématographiques, Patrick Norbert, cet album explore l'univers des australopithèques et de Lucy dans un univers radicalement différent de RanXerox. Le trait de Liberatore est toujours aussi réaliste mais il est ici entièrement réalisé à l'ordinateur et se rapproche toujours plus de la photographie.

## Publications

### Bande dessinée
- RanXerox, éd. Albin Michel, coll. L'Écho des savanes.
  - RanXerox à New York, sc. Tamburini, 1982.
  - Bon Anniversaire Lubna, sc. Tamburini, 1983.
  - Amen, sc. Tamburini et Alain Chabat, 1996.
- Vidéo Clips, recueil d'histoires courtes, éd. Albin Michel, coll. L'Écho des savanes, 1984.
- Lucy, l'espoir, sc. Patrick Norbert, éd.Capitol, 2007.

### Illustrations
- Étrange et presque anormal, Aedena, 1985
- Portrait de la bête en rockstar, Aedana/Albin Michel, 1985
- Tanino Liberatore, Kesselring, 1985
- Glamour Book, Glamour, 1986
- Donna, Himalaya, 1993
- Les Femmes de Liberatore, Albin Michel, 1997
- Les Univers de Liberatore, Albin Michel, 2004
- B&W, Edizioni Di, 2008
- Les Onze Mille Verges, texte de Guillaume Apollinaire, Drugstore, 2011.
- Les Fleurs du mal, poésies de Charles Baudelaire, Glénat, 2015

### Couvertures d'albums
- Ivan Graziani - Agnese dolce Agnese (1978)
- Frank Zappa - The Man from Utopia (1983)
- Sal's African Rockers - Abel Lima (1984)
- The Toasters - Beat Up (1984)
- Marsico - Funk Sumatra (1985)
- Szajner - Indécent Délit (1986)
- Gold - Laissez-nous chanter (1986)
- Destroy Man & JhonyGo - Égoïste (1987)
- Bijou - Lola (1988)
- Dick Rivers - Linda Lu Baker (1989)
- The Bloody Beetroots - Romborama (2009)
- The Bloody Beetroots - Hide (2013)
- Shaka Ponk - Geeks on Stage (2013)
- La Femme - Mystère (2016)

## Filmographie
Sauf indication contraire, les informations mentionnées dans cette section peuvent être confirmées par les bases de données cinématographiques  présentes dans la section « Liens externes ».

### Animation
- Il était une fois…, adaptation de La Belle et la Bête, 1995

### Doublage
- 2025 : Astérix et Obélix : Le Combat des chefs ((mini-série d'animation) d'Alain Chabat : le caricaturiste (création de voix) - également illustrateur du dessin 2D d'Abraracourcix et Bonemine réalisé par le personnage